# Starkenborgh (Groningen)

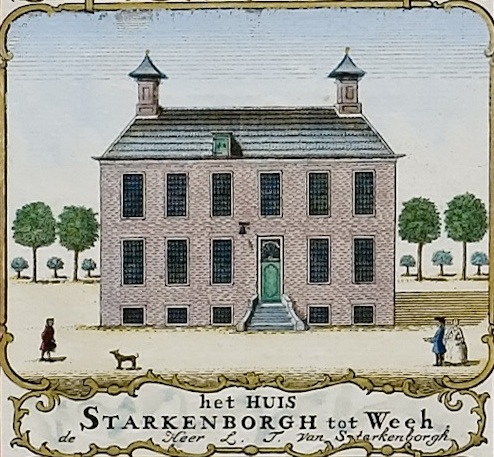
Starkenborgh op de kaart van Theodorus Beckeringh (1781)

Starkenborgh, ook Huis te Wehe, Borgweer of Nijenklooster genoemd, was een borg gelegen ten noordwesten van Wehe-den Hoorn en ten zuiden van de Hoornse Vaart in de Nederlandse provincie Groningen. De borg heeft op twee plekken gestaan. Rond beide borgterreinen is in de tweede helft van de 20e eeuw een wandelpark aangelegd. De borgstee van de tweede borg is nog herkenbaar aan de grachten. In de bodem zitten nog de fundamenten van beide borgen. Over de oude oprijlaan is het fietspad van Starkenborgpad aangelegd.

## Geschiedenis
Ludolf van Starkenborgh had in 1649, na het overlijden van zijn vader Lambert van Starkenborg, borgheer van Verhildersum, de jurisdictie van Wehe en Zuurdijk gekregen. De borg werd daarna gebouwd in opdracht van Ludolf en zijn echtgenote Anna Catharina de Mepsche. Het terrein waarop de borg verrees is vermoedelijk afkomstig uit de goederen van de familie Onsta, waarmee Ludolf verwant was. 
Starkenborgh (Borgweer) werd voor de eerste maal genoemd in 1679. Na de dood van Ludolf rond 1686 woonde er achtereenvolgens zijn zoon Coppen (in eigendom vanaf 1691) en diens zoon Ludolf (in eigendom vanaf 1736). In 1753 kocht deze Ludolf samen met zijn zonen Verhildersum, waar zijn zoon Edzard ging wonen. Ergens in de 18e eeuw is de borg gesloopt en iets noordwestelijker herbouwd. De nieuwe borg staat voor het eerst ingetekend op een kaart uit 1771, waarbij de oude borg als 'olim Borgweer' ("eens Borgweer") ernaast staat ingetekend. De fundamenten van de eerste borg zijn aangetroffen tijdens dainagewerkzaamheden. De borg staat ingetekend op de Coenderskaart uit 1678 en een afbeelding van Stellingwerff uit de jaren 1720. 
In 1777 overleed Ludolf en kreeg zijn zoon Edzard ook het nieuwe Borgweer, dat volgens de beschrijving toen onder andere bestond uit een zaal, voorkamer, eetkamer, buffet, keuken, 'oudeheersslaapkamer', ' heer van Leens-slaapkamer', 3 slaapkamers en een meidenkamer. Voor de borgstee (met twee bijgebouwtjes) stonden twee schathuizen. Daarvoor lagen aan weerszijden van de oprijlaan een appelhof met een duiventil op palen en een bloementuin. Borgweer staat als een van de huizen ingetekend aan de rand van de 'borgenkaart' van Theodorus Beckeringh uit 1781 en op een familieschilderij uit begin 19e eeuw. In 1782 overleed Edzard en in 1791 erfde zijn zoon Ludolf het huis. Hij verloor met de komst van de Bataafse Republiek echter zijn heerlijke rechten en woonde meestal in zijn huis aan de Ossenmarkt in Groningen. Na zijn overlijden in 1821 besloot zijn zoon Edzard zowel Verhildersum als Borgweer van de hand te doen, waarbij hij Borgweer in 1831 op afbraak verkocht samen met een de beide schathuizen aan weerszijden van de oprijlaan direct voor de borg. Mogelijk werd een stenen torentje op het perceel dat daarna genoemd wordt opgetrokken met steen uit de borg.
Edzard was burgemeester van Leens en kreeg op tweejarige leeftijd om zijn rechten op Schiermonnikoog kracht bij te zetten 'Stachouwer' achter zijn naam. Hij liet in 1832 aan het begin van de oprijlaan het nieuwe huis de Weerborg bouwen. Dit huis was echter geen lang leven beschoren. Na zijn vertrek als burgemeester in 1839 werd het landgoed verkocht en werd de Weerborg in 1840 direct gesloopt samen met het torentje en het andere schathuis.
Aan noordwestzijde van de borgstee werd later boerderij Rayland gebouwd en aan noordoostzijde een waterzuiveringsinstallatie (1982).
De heerlijke rechten die aan de borg verbonden waren werden ondanks het feit dat deze geen waarde meer hadden nog in 1909 overgeschreven door Edzards kleinzoon Alidius Tjarda van Starkenborgh Stachouwer.

### Boerderij Borgweer
In 1843 bouwde molenaar Klaas Stuivinga op de plaats waar het begin van de vroegere oprijlaan naar de borg lag en ten zuiden van het vroegere huis Weerborg een boerderij van het Oldambster type. Deze boerderij werd ook Borgweer genoemd. De boerderij is vanwege zijn cultuurhistorische waarde erkend als rijksmonument. In 2002 werd er een parktuin omheen aangelegd naar ontwerp van tuinarchitect Klaas Noordhuis.

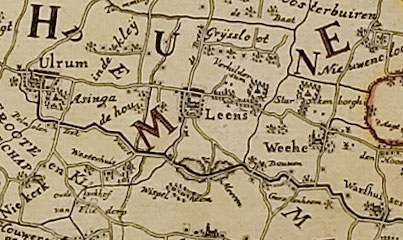
Detail van een kaart van Theodorus Beckeringh - Verhildersum ten noordoosten van Leens en Starkenborgh ten noordwesten van Weehe
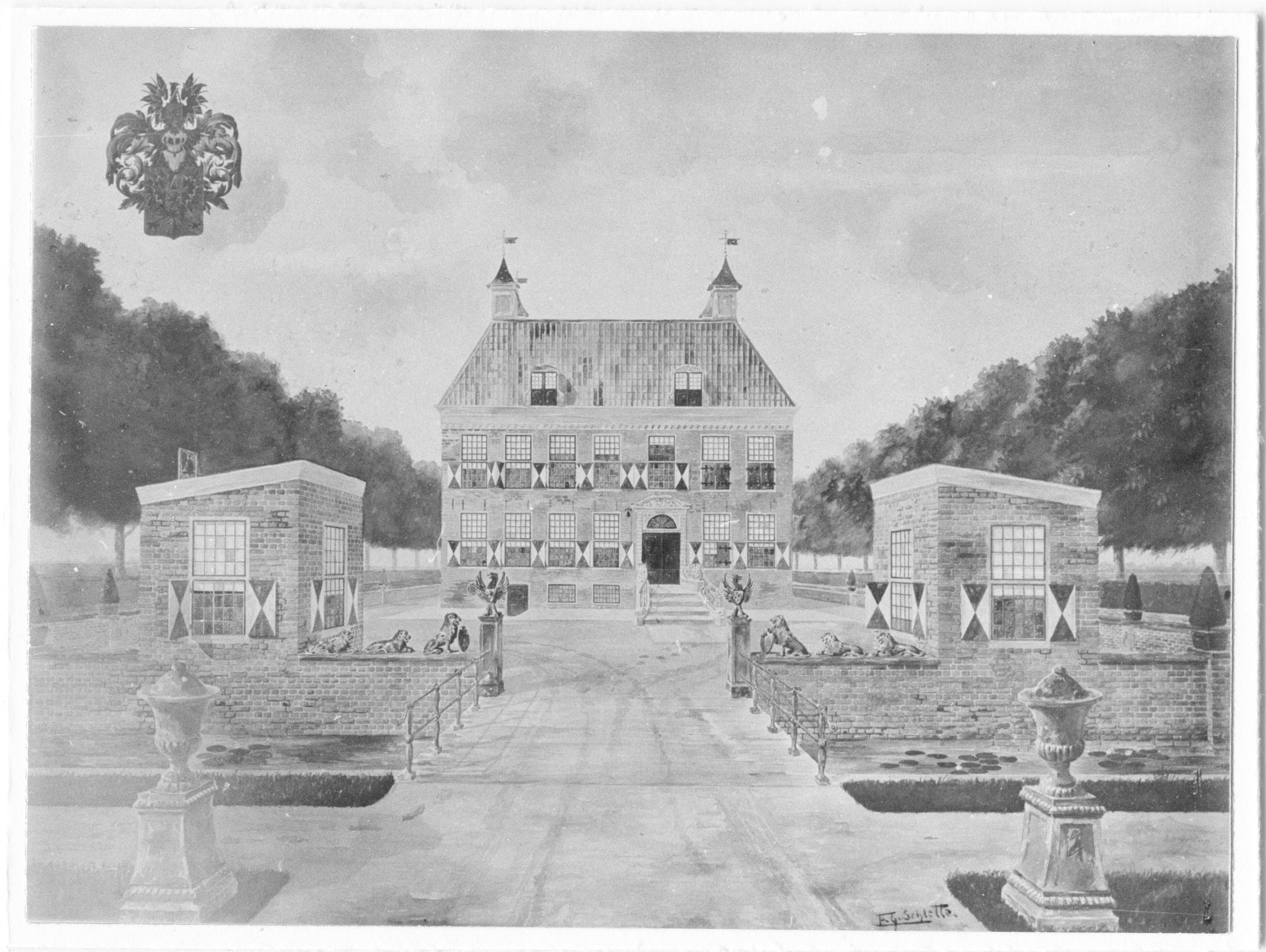
Aquarel van Borgweer met twee voorgebouwen van Ernst Gustaaf Schlette. Waarschijnlijk geschilderd naar een begin 19e-eeuwse schildering.
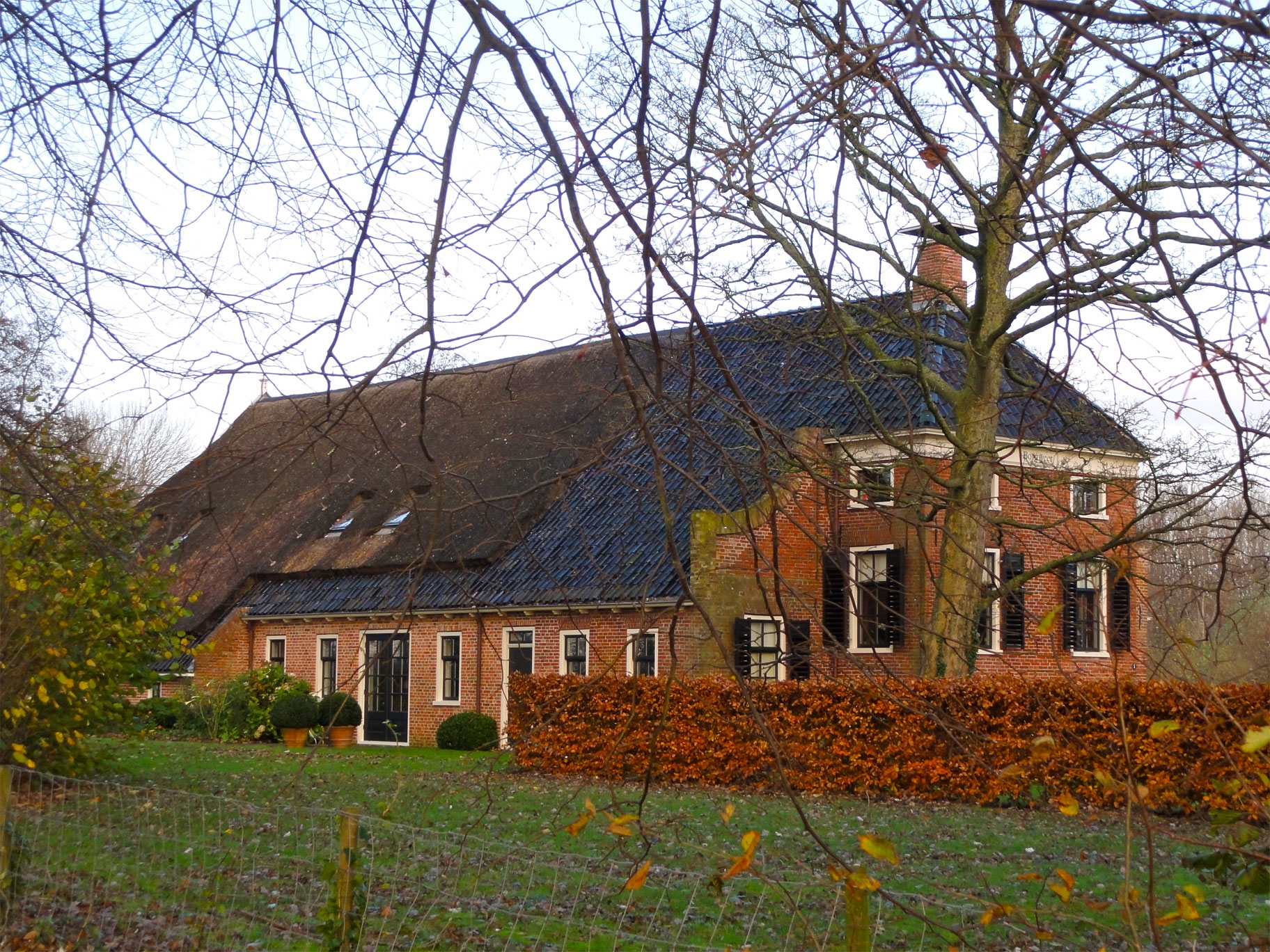
De monumentale boerderij Borgweer nabij Wehe-den Hoorn

1. ↑  Begin 20e eeuw waren er 10 tekeningen in het archief van de familie Tjarda van Starkenborgh aanwezig, die vermoedelijk van vlak voor de sloop dateren (Brouwer, J.A. (1931), Archief der familie Tjarda van Starkenborgh. p. 67, archieftoegang 392)
2. ↑  U.J. de Vries, 2008 170 jaar geleden Het einde van een tijdperk. Historische Kring de Marne (16-1-2020). Geraadpleegd op 5-2-2024.